# دیگو والری
دیگو والری (انگلیسی: Diego Valeri؛ زادهٔ ۱ مهٔ ۱۹۸۶) بازیکن فوتبال اهل آرژانتین است.
از باشگاه‌هایی که در آن بازی کرده‌است می‌توان به پورتلند تیمبرز، باشگاه فوتبال لانوس، باشگاه فوتبال پورتو، و باشگاه فوتبال آلمریا اشاره کرد.
وی همچنین در تیم ملی فوتبال آرژانتین بازی کرده‌است.